# Raphael Keppel
Raphael Keppel (* 14. Oktober 1948; † 24. November 2010 in Nausori) war ein deutscher Friedens- und Umweltaktivist. Er wurde durch eine Flugzeugentführung im Jahr 1979 bekannt.

## Leben

### Herkunft
Keppel wuchs als drittes von zehn Kindern in Halen bei Cloppenburg auf, verließ die Volksschule nach der sechsten Klasse und wurde zum Elektroschweißer ausgebildet. Nach dem Scheitern einer ersten, mit 18 Jahren geschlossenen Ehe heiratete er 1971 ein zweites Mal und zog mit seiner zweiten Frau nach Rotenburg an der Fulda. Er begann zu schreiben, fand für seine Manuskripte keinen Verlag, wurde arbeitslos und begab sich in psychotherapeutische Behandlung.

### Entführung der Lufthansamaschine auf dem Flug LH 850
Am 12. September 1979 entführte Keppel eine Linienmaschine der Lufthansa auf dem Flug von Frankfurt am Main nach Köln/Bonn. Um 10.10 Uhr betrat er das Cockpit und bedrohte die Piloten, unter Führung von Flugkapitän Rainer Misar, mit einer Spielzeugwaffe. Die 120 Passagiere ließ er knapp sechs Stunden nach der Landung in Köln/Bonn aussteigen und behielt die acht Besatzungsmitglieder in seiner Gewalt. Keppel verlangte eine persönliche Unterredung mit Bundeskanzler Helmut Schmidt, führte über Funk mehrere Stunden lang Verhandlungen mit Staatsminister Hans-Jürgen Wischnewski und gab dann, nach fast zwölf Stunden, gegen 22 Uhr auf.

### Haftstrafe, Tätigkeit für die Grünen in Hessen
1980 wurde Keppel vom Oberlandesgericht Düsseldorf zu dreieinhalb Jahren Gefängnis verurteilt; die Richter erkannten auf verminderte Schuldfähigkeit. Nach seiner vorzeitigen Haftentlassung schloss Keppel sich den Grünen in Hessen an. Seine Nominierung als Kandidat der Grünen für die Landtagswahl 1982 wurde vom Landeswahlleiter abgelehnt. Keppel wurde Assistent der Grünen-Landtagsfraktion und gehörte dort zu den sogenannten Fundis. Er lehnte die Regierungsbeteiligung der Grünen in Hessen ab, verfasste gemeinsam mit dem Fraktionsassistenten Jan Kuhnert ein „Manifest der Fundamentalisten“ und trat im Oktober 1985 aus der Partei aus, blieb aber Fraktionsmitarbeiter im Landtag. Als Keppel im Februar 1986 für einige Tage unauffindbar war, veröffentlichten Kuhnert und andere einen mit „Wir suchen Raphael Keppel“ betitelten Aufruf, und die Wiesbadener Staatsanwaltschaft leitete Ermittlungen „wegen des Verdachts der Verschleppung, erpresserischen Menschenraubs und Geiselnahme“ ein. Der Verdacht sollte sich nicht bestätigen; Keppel meldete sich schließlich brieflich aus Paraguay und kehrte am 26. Februar 1986 nach Deutschland zurück. Eine Erinnerung daran, wie er nach Paraguay gelangt war, hatte er angeblich nicht.

### Sonstiges, Tätigkeit als Sachbuchautor, Auswanderung nach Fidschi
1984 gab Keppel gemeinsam mit Dieter Duhm, Rainer Langhans und Wolfgang Neuss eine Zeitschrift namens Liebe. Das Magazin für Sein & Bewußtsein heraus. 1985 bildete er mit der englischen Sängerin Geraldine Blecker ein Pop-Duo, für das er auch die Texte schrieb. Von 1987 bis 1989 veröffentlichte Keppel mehrere Sachbücher zur Geschichte des deutschen Fußballs. 1989 wanderte er mit seinen beiden Söhnen nach Fidschi aus. Am 24. November 2010 starb er in Nausori.

## Werke
- Entführung zur Menschlichkeit, Volksverlag, Linden 1980
- Die humane Zukunft – und wie sie praktisch verwirklicht werden kann, Volksverlag, Linden 1980
- Erinnerungen an ein verpfuschtes Leben, Volksverlag, Linden 1980
- Die Folgen der Entführung, Volksverlag, Linden 1981
- 25 Jahre Fußball-Bundesliga, Sport u. Spiel, Hürth 1988
- Die deutsche Fußball-Oberliga 1946–1963: 2 Bde., Sport u. Spiel, Hürth 1991
- Deutschlands Fußball-Länderspiele. Eine Dokumentation 1908–1989, Sport u. Spiel, Hürth 1994